# Parafia Lafourche
Parafia Lafourche (ang. Lafourche Parish) – parafia cywilna w stanie Luizjana w Stanach Zjednoczonych. Obszar całkowity parafii obejmuje powierzchnię 1 474,31 mil2 (3 818,45 km²). Według danych z 2010 r. parafia miała 96 588 mieszkańców. Parafia powstała w 1807 roku, a jej nazwa pochodzi od francuskiego słowa la fourche oznaczającego widły, a odnoszącego się to ukształtowania cieków wodnych ujścia rzeki Missisipi.

## Sąsiednie parafie
- Parafia St. James (północ)
- Parafia St. John the Baptist (północ)
- Parafia St. Charles (północny wschód)
- Parafia Jefferson (wschód)
- Parafia Terrebonne (zachód)
- Parafia Assumption (północny zachód)

## Miasta i miejscowości
- Golden Meadow
- Lockport
- Thibodaux

## CDP
- Bayou Blue
- Bayou Country Club
- Chackbay
- Choctaw
- Cut Off
- Des Allemands
- Galliano
- Kraemer
- Lafourche Crossing
- Larose
- Lockport Heights
- Mathews
- Raceland